# Matt Braly
Matt Braly (ur. 8 listopada 1988 w Sacramento) – tajsko-amerykański scenarzysta, reżyser i producent telewizyjny; twórca serialu Płazowyż.

## Filmografia (wybór)
Źródła:
- Wodogrzmoty Małe (2012, reżyseria)
- Steven Universe (2013, scenariusz)
- Greenowie w wielkim mieście (2018, reżyseria, scenariusz)
- Płazowyż (2019, produkcja wykonawcza, scenariusz)